# Гребень (орган)
Гребень — образование из покровных, костных или ороговевших тканей, расположенное на осевой линии верхней части головы или спины некоторых животных.
Жесткие гребни на спине и голове встречаются у многих видов рептилий. Некоторые земноводные на спине или голове имеют мягкие гребни. Мясистые выросты в форме гребня на голове, вместе с серьгами, характерны для птиц из отряда куриных, например ими обладают многие представители семейства фазановых: индейки, фазаны и куры. Гребень на голове птиц обычно называют гребешок.
Гребень может осуществлять функцию терморегуляции, перенаправляя кровоток к коже.
У птиц величина гребня и его цвет являются признаком полового диморфизма, что ярко выражено у домашних кур. Интенсивность окраски и величина гребня зависит от уровня половых гормонов и усиливается в период размножения.
Петушиный гребень используется в кулинарии, являясь ключевым компонентом некоторых блюд французской и итальянской кухни.
| |  |  |  |
| Гребни: на голове петуха на голове и спине ящерицы Basiliscus plumifrons, на спине гребенчатого тритона и диметродона |  |  |  |